# Esame primario
Nella manovra di primo soccorso, l'esame primario che deve effettuare il soccorritore consiste nella valutazione dei parametri vitali e delle sue principali alterazioni.

## Funzioni
Il suo scopo è quello di indicare il soccorritore al miglior aiuto e ad una migliore informazione da dare al 118 (o al 112 in Europa).
Chi soccorre deve saper identificare e valutare l'evento per attivare al meglio il sistema di primo soccorso, in pochi attimi.

## Esami

### Stato incosciente
Di fronte a una persona in stato incosciente, prima di eseguire qualsiasi manovra, il soccorritore deve accertarsi di tre cose: 
1. Se essa respira
2. Se il suo cuore continua a battere
3. Se le pupille reagiscono alla luce

### Stato cosciente
Di fronte a una persona in stato cosciente, la valutazione da fare è differente: 
1. Valutare se riesce a reagire agli stimoli;
2. Valutare se comprende quello che sta accadendo intorno a lui
3. Valutare la mobilità degli arti